# Regione di Brod e della Posavina
La regione di Brod e della Posavina (croato: Brodsko-posavska županija, in serbo Бродско-посавска жупанија Brodsko-posavska županija) è una regione della Croazia. Capoluogo della regione è Slavonski Brod.

## Geografia
Essa è situata nella Slavonia meridionale e confina con la Bosnia ed Erzegovina, dalla quale è separata dal fiume Sava. 
La regione di Brod-Posavina confina con Sisak-Moslavina a ovest, con Požega-Slavonia a nord, con Osijek e Baranja a nord-est e con Vukovar e Srijem a est.

## Popolazione
Suddivisione della popolazione secondo le nazionalità (dati secondo il censimento del 2001):
- 166 129 (93,98%) croati
- 5 347 (3,02%) serbi
- 586 (0,33%) rom
- 372 (0,21%) bosniaci
- 320 (0,18%) ucraini
- 285 (0,16%) albanesi

## Città e comuni
La regione di Brod e della Posavina è divisa in 2 città e 26 comuni, qui sotto elencati (fra parentesi il dato relativo al censimento della popolazione del 2001).

### Città
| Città          | Ab.    |
| -------------- | ------ |
| Slavonski Brod | 64 612 |
| Nova Gradiška  | 15 833 |

### Comuni
| Comune             | Ab.   |
| ------------------ | ----- |
| Bebrina            | 3 541 |
| Brodski Stupnik    | 3 526 |
| Bukovlje           | 2 739 |
| Cernik             | 4 235 |
| Davor              | 3 259 |
| Donji Andrijevci   | 4 393 |
| Dragalić           | 1 282 |
| Garčin             | 5 586 |
| Gornja Vrba        | 2 559 |
| Gornji Bogićevci   | 2 319 |
| Gundinci           | 2 294 |
| Klakar             | 2 417 |
| Nova Kapela        | 5 118 |
| Okučani            | 4 224 |
| Oprisavci          | 2 942 |
| Oriovac            | 6 559 |
| Podcrkavlje        | 2 683 |
| Rešetari           | 5 171 |
| Sibinj             | 7 549 |
| Sikirevci          | 2 707 |
| Slavonski Šamac    | 2 649 |
| Stara Gradiška     | 1 717 |
| Staro Petrovo Selo | 6 352 |
| Velika Kopanica    | 3 570 |
| Vrbje              | 2 906 |
| Vrpolje            | 4 023 |